# Том и Джерри: Волшебное кольцо
«Том и Джерри: Волшебное кольцо» (англ. Tom and Jerry: The Magic Ring) — американский полнометражный мультфильм про Тома и Джерри, вышедший в США.
Первоначально фильм планировалось выпустить в декабре 2001 года, но вместо этого он был выпущен 12 марта 2002 года как на VHS, так и на DVD (почти через год после смерти Уильяма Ханны) из-за того, что на некоторых DVD-дисках Warner Home Video, включая DVD-релизы спецвыпусков мультфильмов про Скуби-Ду, были превью этого мультфильма. Была также создана игра для Game Boy Advance на основе фильма.